# Erzstift Magdeburg
Das Erzstift Magdeburg war der weltliche Besitz des Erzbischofs von Magdeburg, in welchem dieser als Fürsterzbischof herrschte. Der als Geistliches Territorium bezeichnete landesherrliche Besitz des Magdeburger Erzbischofs befand sich auf dem Gebiet der heutigen Bundesländer Sachsen-Anhalt und Brandenburg. Als Folge des Westfälischen Friedens ging das Territorium 1680 in den Besitz des Kurfürstentums Brandenburg über und wurde unter der Bezeichnung Herzogtum Magdeburg säkularisiert.

## Geschichte
Im Rahmen der deutschen Ostsiedlung gründete 968 Kaiser Otto I. mit Zustimmung von Papst Johannes XIII. das Erzbistum Magdeburg zur Missionierung der Slawen in den ostelbischen Gebieten. Die bereits 20 Jahre zuvor gegründeten Bistümer Brandenburg und Havelberg sowie die neuen Diözesen Merseburg, Zeitz, Meißen und Posen wurden dem Erzbistum Magdeburg unterstellt. Otto stattete das Erzbistum großzügig mit Landzuweisungen, königlichen Einkünften und nutzbaren Rechten aus. Der Slawenaufstand von 983 störte jedoch die weitere Entwicklung des Erzbistums nachhaltig und beschränkte seinen Wirkungsbereich im Wesentlichen auf linkselbisches Gebiet. Unter den Saliern verlor Magdeburg seine herausragende Stellung im Reich und sogar in Sachsen. Vereinzelte Versuche, auf den Osten auszugreifen, blieben ohne den gewünschten Erfolg (z. B. 1109–1123 vorübergehender Erwerb von Lebus).

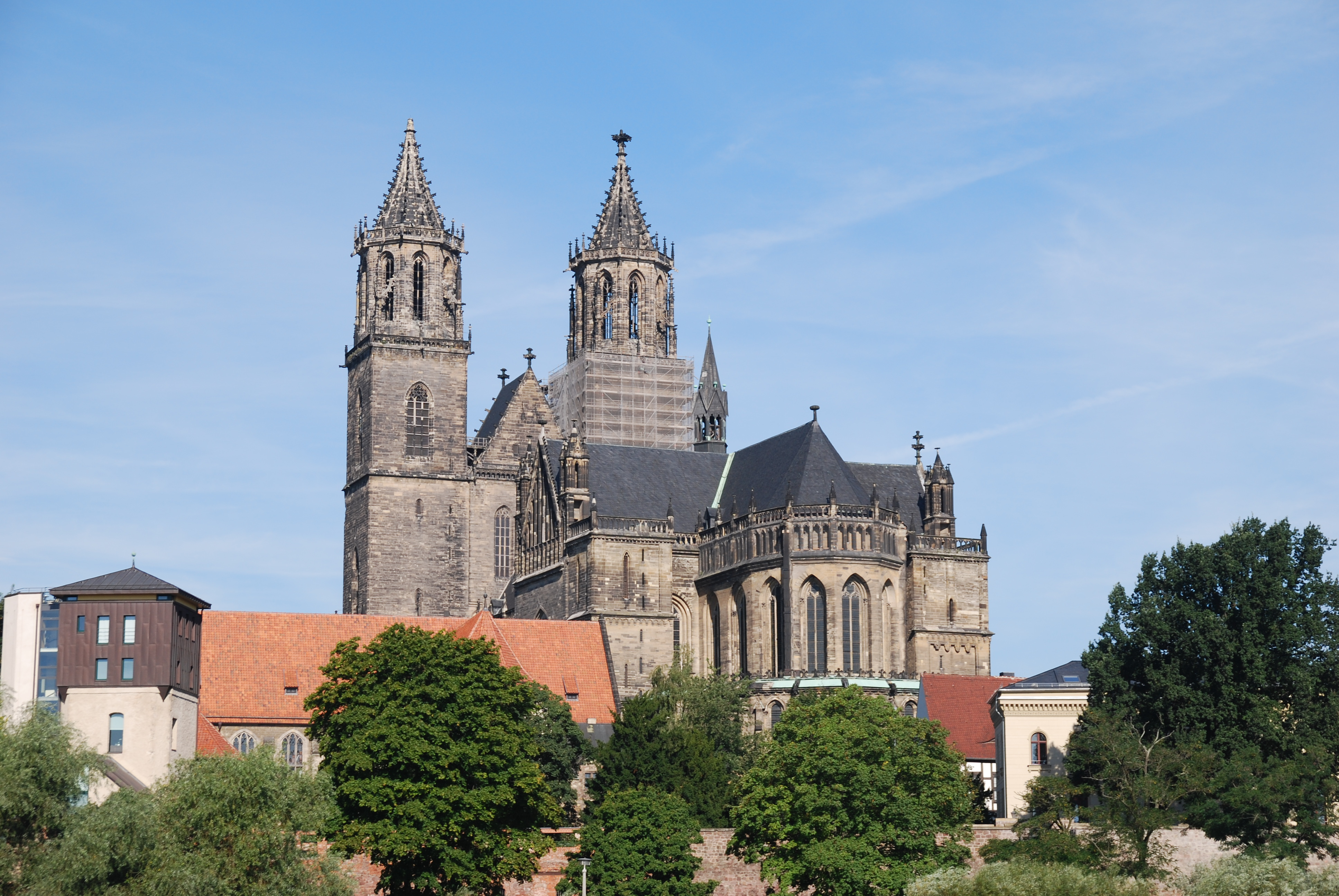
Magdeburger Dom St. Mauritius und Katharina, erbaut um 1209 bis 1363

Erzbischof Wichmann von Seeburg (1152/54–1192) begründete die Landesherrschaft der Magdeburger Erzbischöfe und unterstützte den Ausbau der östlich der Elbe gelegenen Besitztümer des Erzbistums durch Ansetzung deutscher Siedler, die neben die ansässige slawische Bevölkerung traten. Das von Wichmann neu privilegierte Magdeburger Recht wurde Vorbild für das Recht vieler Städte in Mittel- und Osteuropa. Im staufisch-welfischen Thronstreit standen die Erzbischöfe zunächst auf Seiten der Staufer, Bischof Albrecht I. (1205–1232) schwenkte jedoch zu Otto IV. über.
Während und nach dem Interregnum entwickelte sich die Verbindung Magdeburgs zum Königtum nur gering. Sie wurde erst unter Kaiser Karl IV. wieder stärker. Im 14. Jahrhundert waren die Erzbischöfe in heftige Auseinandersetzungen mit den askanischen Markgrafen von Brandenburg sowie mit den Städten Magdeburg und Halle verstrickt. Ab 1476 geriet das Erzbistum zunehmend unter den Einfluss von Sachsen und Brandenburg. Im Jahre 1478 unterwarf Erzbischof Ernst von Sachsen die Stadt Halle; als bevorzugte Residenz für die Magdeburger Erzbischöfe ließ er hier ab 1484 die Moritzburg erbauen, die im Mai 1503 bezogen wurde. Von 1479 bis 1566 wurde das westlich benachbarte Hochstift Halberstadt in Personalunion durch die Erzbischöfe von Magdeburg verwaltet.
Ab 1500 gehörte das Erzstift zum Niedersächsischen Reichskreis. Seit Albrecht von Brandenburg (1513–1545) wurde es von Erzbischöfen bzw. Administratoren aus dem Haus Hohenzollern (Kurbrandenburg) beherrscht.
Während der Reformation traten große Teile des Territoriums des Erzbistums zum lutherischen Bekenntnis über. 1561 bekannte sich Erzbischof Sigismund von Brandenburg zur Reformation. Ihm folgte 1567 auch das Domkapitel Magdeburg. Im Verlauf des Dreißigjährigen Krieges, als die Stadt Magdeburg während der sogenannten Magdeburger Hochzeit 1631 völlig zerstört wurde, erhielt das Erzbistum vorübergehend noch einmal einen katholischen Erzbischof, doch war an eine Rekatholisierung der Bevölkerung im Erzbistum nicht zu denken. Dennoch blieben Reste katholischen Lebens in Gestalt einiger Klöster auch nach dem Dreißigjährigen Krieg bestehen.
Im Westfälischen Frieden von 1648 wurde das Erzstift Magdeburg als erbliches Herzogtum Magdeburg dem Kurfürstentum Brandenburg zugesprochen. Diese Bestimmung trat jedoch erst nach dem Tod des letzten Administrators Herzog August von Sachsen-Weißenfels aus dem Geschlecht der sächsischen Wettiner im Jahre 1680 in Kraft.

## Territorium

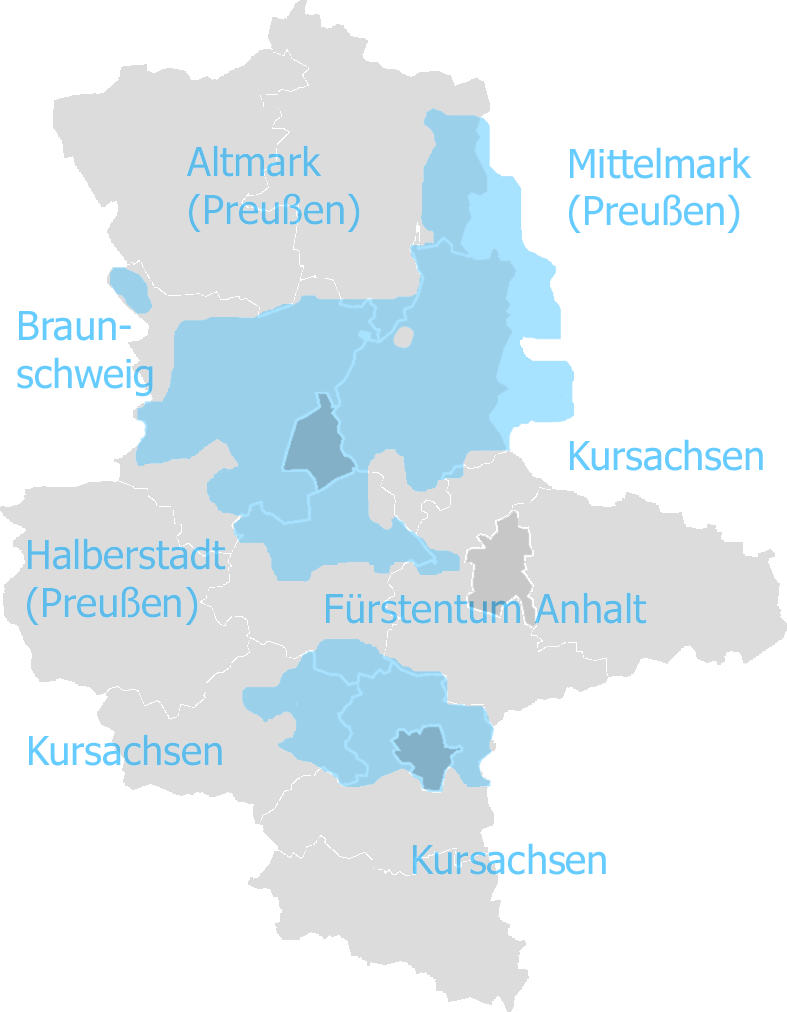
Herzogtum Magdeburg im 19. Jahrhundert (hellblau), um Magdeburg und Halle (dunkelblau)

Das Territorium des Erzstiftes war der weltliche Besitz des Erzstiftes und unterstand dem Erzbischof als weltlichen Landesherrn. Es unterschied sich vom geistlichen Verwaltungsgebiet des Erzbistums Magdeburg, das dem Erzbischof als geistlichem Oberhaupt unterstand, und der Kirchenprovinz Magdeburg, das mehrere Bistümer umfasste.
Das Territorium lag überwiegend auf dem Gebiet des heutigen Landes Sachsen-Anhalt sowie zu kleinen Teilen im heutigen Land Brandenburg:.
- Holzkreis: Territorium um Magdeburg, Haldensleben, Oebisfelde und Wolmirstedt
- Jerichowscher Kreis: Burg, Genthin, Jerichow, Möckern, Leitzkau und Plaue
- Saalkreis: Territorium um Halle
- Land Jüterbog: Territorium um Jüterbog, Dahme und Luckenwalde (später Luckenwaldescher Kreis und Amt Jüterbog)
- Magdeburgischer Anteil der Grafschaft Mansfeld um Mansfeld und Schraplau (seit 1580)
- sowie weitere kleinere Exklaven

Der Besitz des Erzstiftes veränderte sich im Laufe der Jahrhunderte geringfügig.
Das Domkapitel Magdeburg hatte Einnahmen aus einem gesonderten kleinen Besitz
Benachbarte Territorien
Benachbarte Gebiete waren:
- im Norden die Altmark, das Amt Calvörde und Hochstift Havelberg,
- im Osten die Mark Brandenburg, das Hochstift Brandenburg, Sachsen-Wittenberg bzw. Kursachsen und die anhaltischen Fürstentümer
- im Süden Landgrafschaft Thüringen bzw. Kursachsen, Hochstift Merseburg, Grafschaft Mansfeld und ebenfalls anhaltische Fürstentümer,
- im Westen das Hochstift Halberstadt und Fürstentum Braunschweig-Wolfenbüttel.

Residenzen

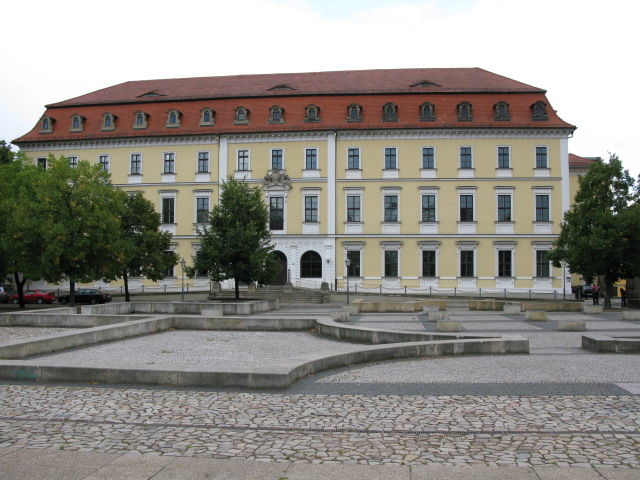
Erzbischöfliches Palais Magdeburg, heute Ministerium für Justiz

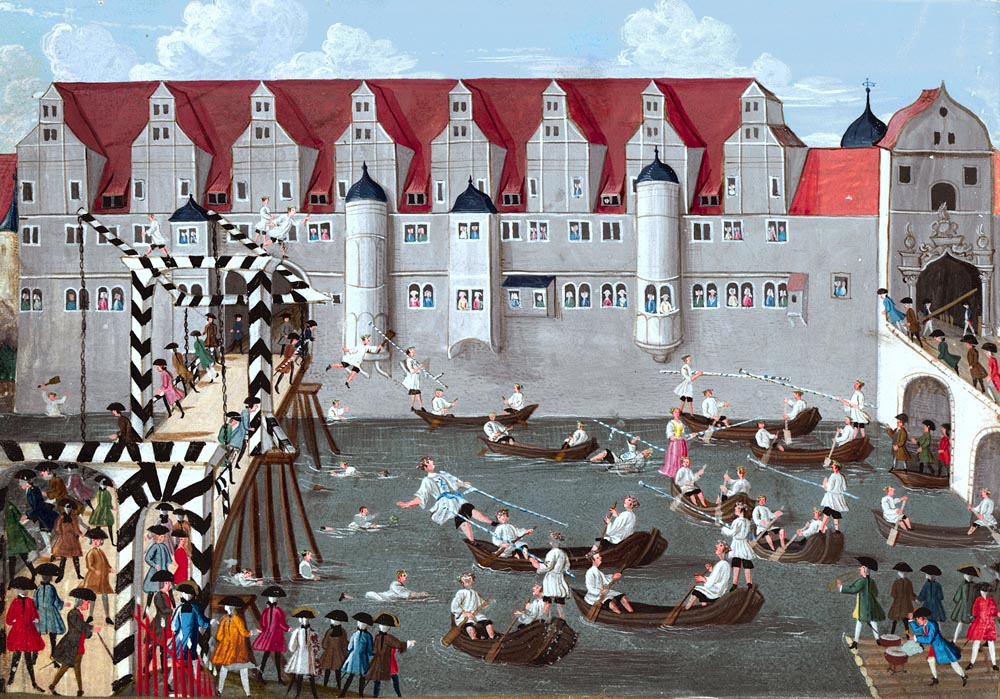
Westseite der Neuen Residenz, 1735

Bischofsresidenzen der Magdeburger Erzbischöfe waren:
- Der Erzbischöfliche Hof in Magdeburg. Vom mittelalterlichen Gebäude blieb nur der Chor der St.-Gangolfi-Kapelle erhalten. Das barocke Erzbischöfliche Palais (heute Ministerium für Justiz) wurde 1732 auf Anweisung des Fürsten Leopold von Anhalt-Dessau, Gouverneur der Festung Magdeburg, errichtet.
- Burg Giebichenstein Halle, im 10. Jahrhundert gegründet, Hauptresidenz vom Ende 14. bis Anfang 16. Jahrhundert
- Burg Wolmirstedt, zeitweise Residenz ab 1342
- Burg Calbe, seit 14. Jahrhundert Nebenresidenz
- Moritzburg Halle, Hauptresidenz ab 1503
- Neue Residenz Halle, ab 1545 Universität, nach der Zerstörung der Moritzburg 1637 Residenz der evangelischen Administratoren

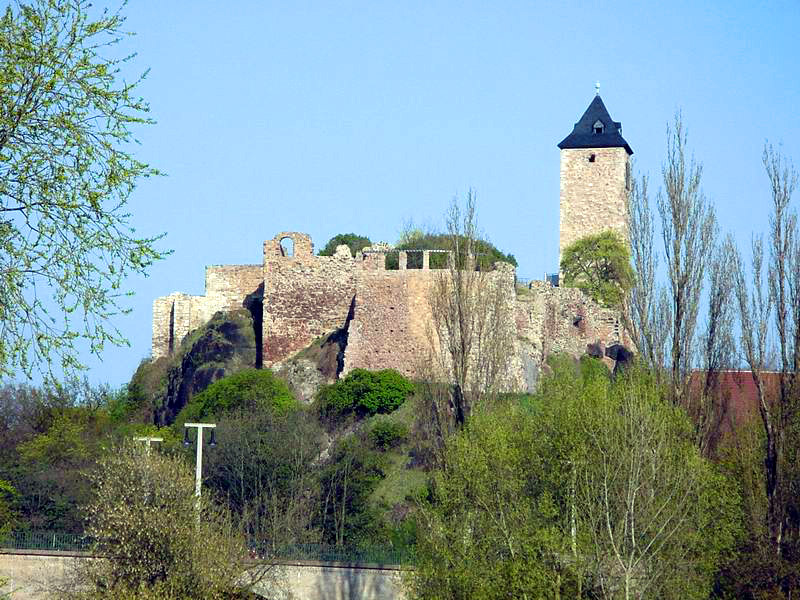
Burg Giebichenstein in Halle
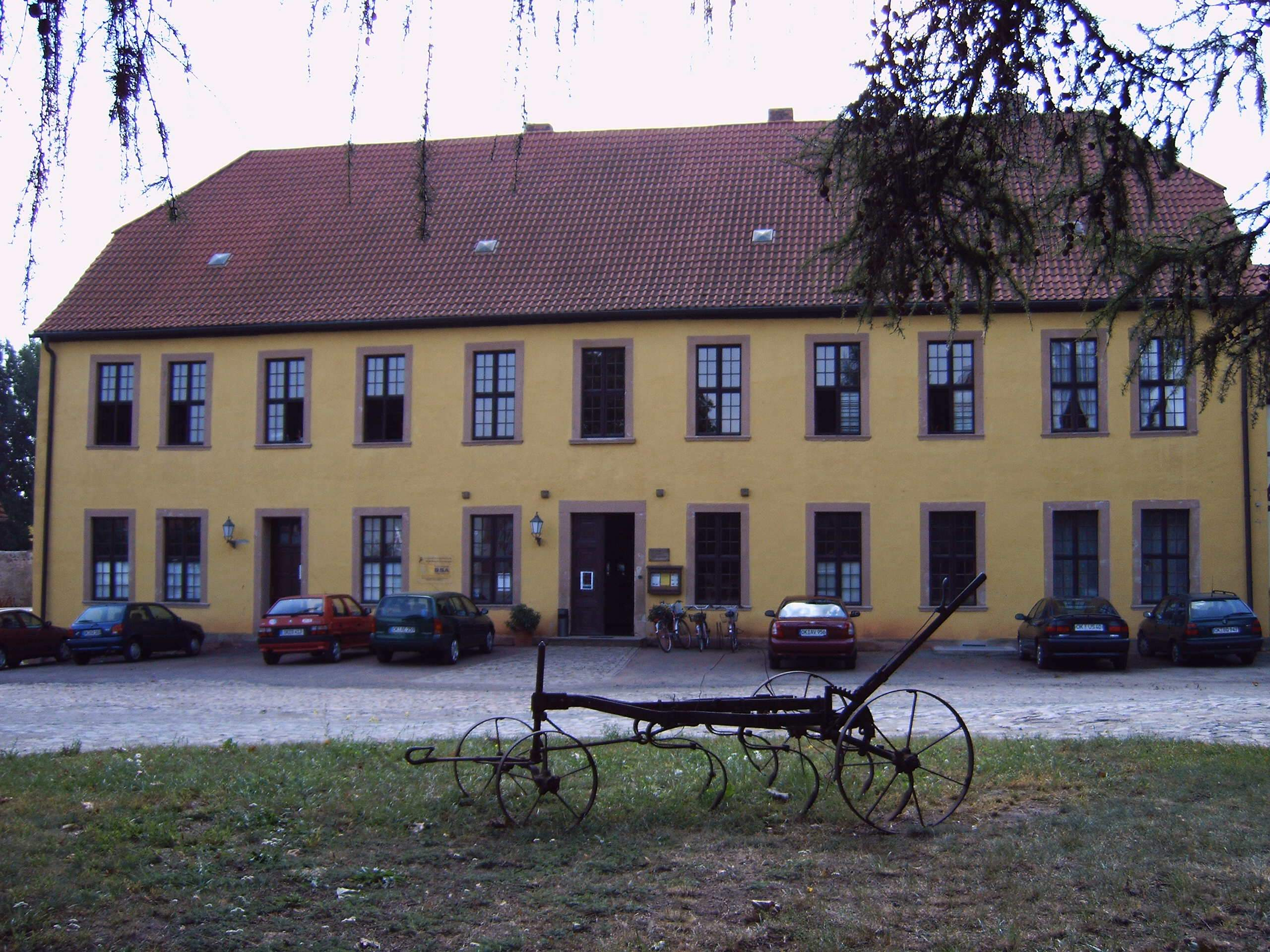
Schloss Wolmirstedt
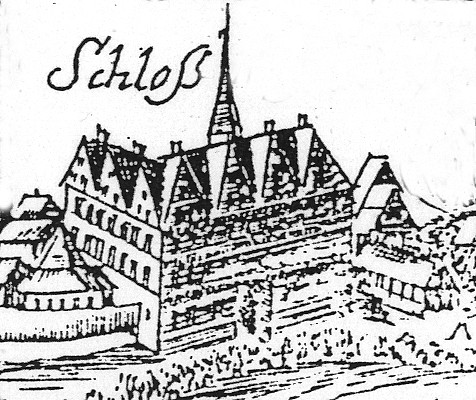
Schloss Calbe, Illustration, 1720
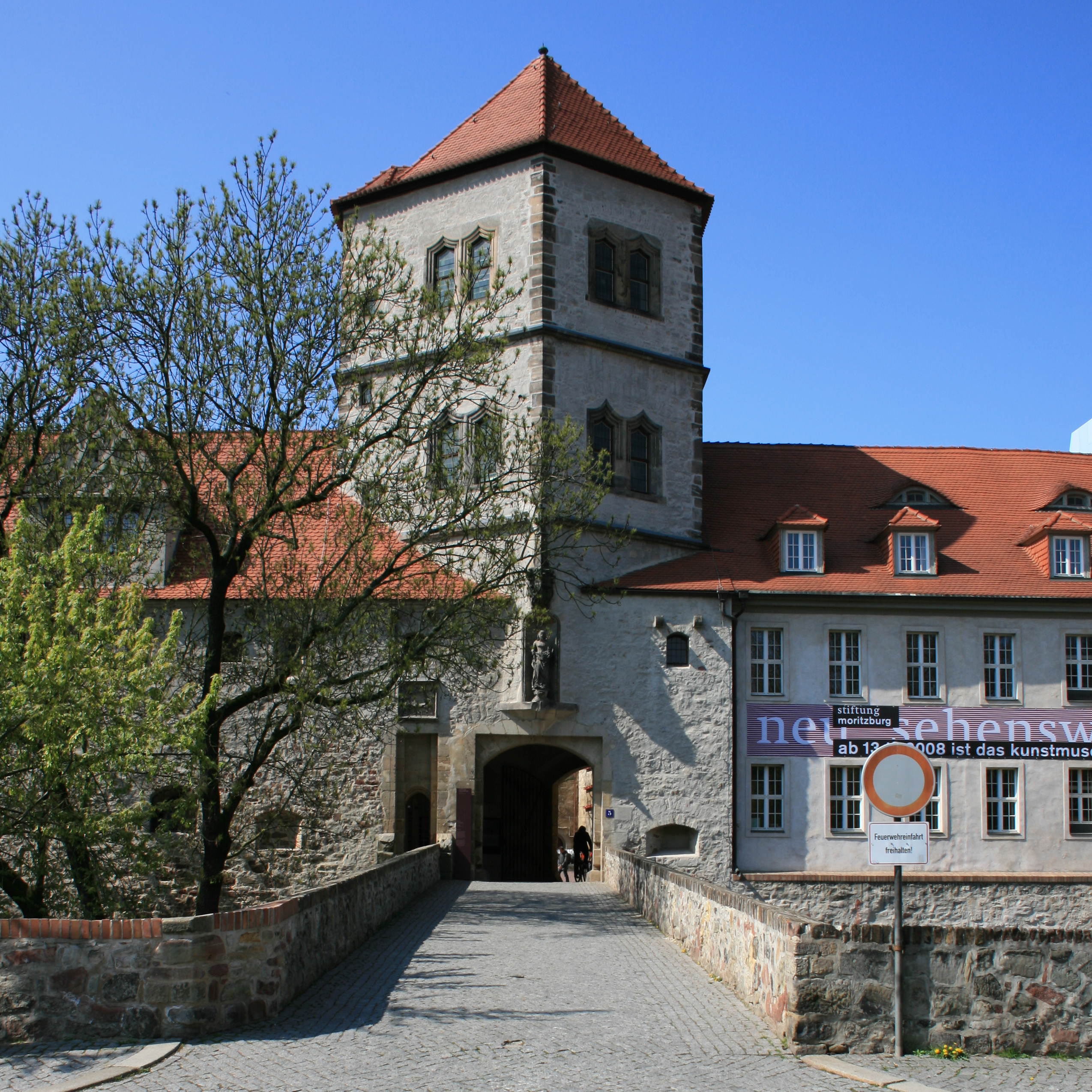
Moritzburg in Halle

## Wappen

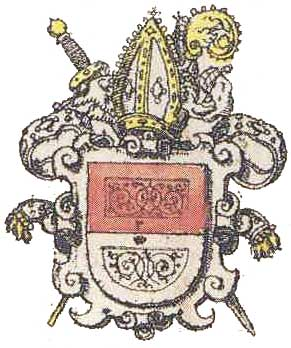
Wappen des Erzbistums Magdeburg nach Siebmachers Wappenbuch von 1605

Das Wappen des Erzbistums/Erzstifts Magdeburg war rot-silbern geteilt.
Es erscheint auch heute noch in einer Reihe aktueller Gemeindewappen, z. B.:

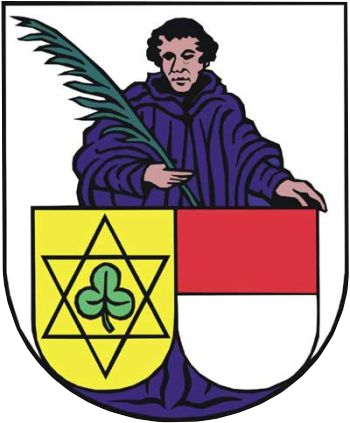
Stadt Gerbstedt
Stadt Jerichow
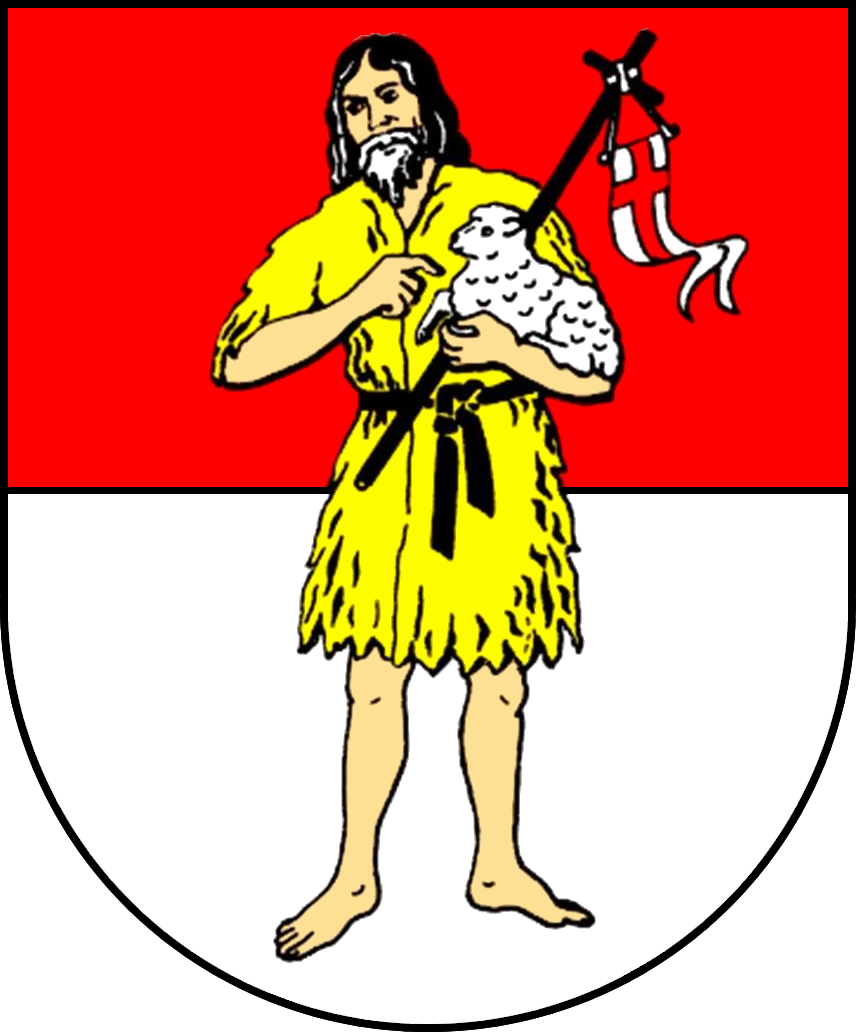
Stadt Staßfurt
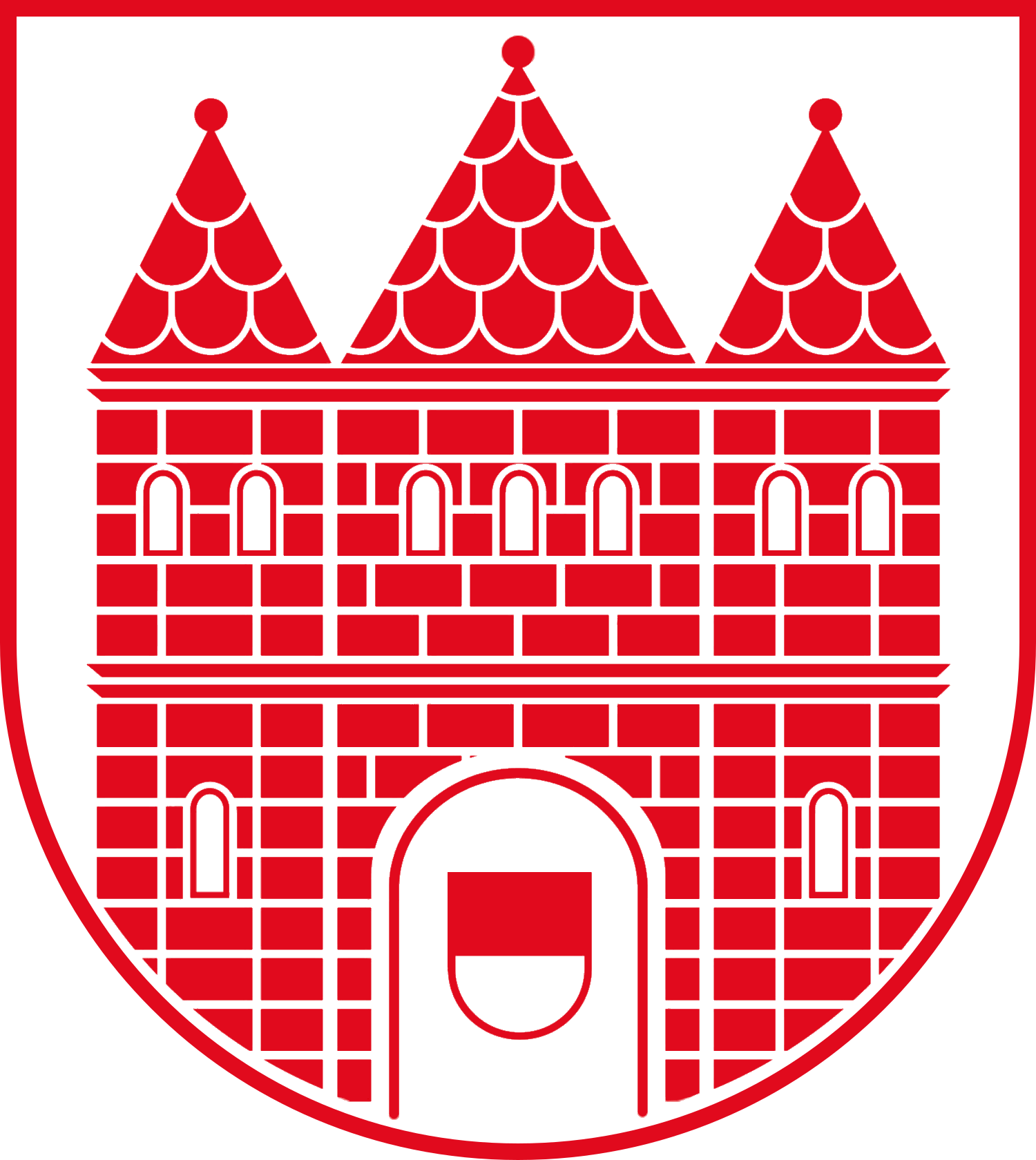
Stadt Wanzleben-Börde
Saalekreis
Landkreis Teltow-Fläming